# Philidor schaakwedstrijd 1851
De schaakwedstrijd van 1851, gehouden door toenmalige schaakgenootschap Philidor te Amsterdam was het eerste landelijke schaaktoernooi in Nederland en had acht deelnemers. De partijen bestonden uit zogenaamde robbers, ofwel best of three minimatches, waarbij remises niet meetelden. Het toernooi werd door Maarten van 't Kruijs gewonnen.

## Deelnemers, eindstand en prijzen
| Klassering | Deelnemer             | Afkomst   | Prijs                 |
| ---------- | --------------------- | --------- | --------------------- |
| 1          | Maarten van 't Kruijs | Amsterdam | Boekenkast            |
| 2          | Stan Heijmans         |           | Gouden horlogeketting |
| 3          | M.M. Coopman          | Amsterdam | Zilveren snuifdoos    |
| 4          | W.J. Blijdenstein     | Endschede | Schaakboek            |
| 5          | J. Seligmann          | Amsterdam | Schaakboek            |
| 6          | K. de Heer            | Beemster  | Schaakboek            |
| 7          | J. van Praag          | Amsterdam | Schaakboek            |
| 8          | Hermanus Kloos        | Amsterdam | Schaakboek            |